# Karen Dixon
Karen Elizabeth Dixon (nacida como Karen Elizabeth Straker, Barnard Castle, 17 de septiembre de 1964) es una jinete británica que compitió en la modalidad de concurso completo.
Participó en cuatro Juegos Olímpicos de Verano, entre los años 1988 y 2000, obteniendo una medalla de plata en Seúl 1988, en la prueba por equipos (junto con Mark Phillips, Virginia Leng e Ian Stark), el sexto lugar en Barcelona 1992 y el quinto en Atlanta 1996, en la misma prueba.
Ganó tres medallas en el Campeonato Mundial de Concurso Completo, en los años 1990 y 1994, y dos medallas en el Campeonato Europeo de Concurso Completo de 1991.

## Palmarés internacional
| Juegos Olímpicos   | Juegos Olímpicos       | Juegos Olímpicos  | Juegos Olímpicos |
| Año                | Lugar                  | Medalla           | Categoría        |
| ------------------ | ---------------------- | ----------------- | ---------------- |
| 1988               | Seúl (Corea del Sur)   | Medalla de plata  | Por equipos      |
| Campeonato Mundial |                        |                   |                  |
| Año                | Lugar                  | Medalla           | Categoría        |
| 1990               | Estocolmo (Suecia)     | Medalla de plata  | Por equipos      |
| 1994               | La Haya (Países Bajos) | Medalla de oro    | Por equipos      |
| 1994               | La Haya (Países Bajos) | Medalla de bronce | Individual       |
| Campeonato Europeo |                        |                   |                  |
| Año                | Lugar                  | Medalla           | Categoría        |
| 1991               | Punchestown (Irlanda)  | Medalla de oro    | Por equipos      |
| 1991               | Punchestown (Irlanda)  | Medalla de bronce | Individual       |